# Veronica Rayne
Veronica Rayne (Newbury, 29 novembre 1976) è un'ex attrice pornografica statunitense.

## Biografia
Dopo gli studi in un liceo privato, si iscrive ad un college di Orlando, in Florida e contemporaneamente lavora in un bar.
Inizia la carriera di attrice porno nel 2005, quando ha già 29 anni. Nel 2008 riceve una nomination agli AVN Awards, nella categoria delle migliori scene di sesso di gruppo per il film Upload, in una scena con: Eva Angelina, Julie Night, Faye Runaway, Marsha Lord, Shannon Kelly, Carly Parker, Kayden Faye, Aiden Starr, Mark Davis, Alex Sanders, Tyler Knight, Sledge Hammer, Christian, Alex Gonz, Justice Young ed Evan Stone.
Dall'estate del 2008 l'attrice ha aperto un prestigioso ristorante a Tarzana, in California, l'Oxygen.

## Riconoscimenti
- 2008 candidatura all'AVN Award, per la migliore scena di sesso di gruppo in Upload
- 2009 candidatura all'AVN Award – The Jenna Jameson Crossover Star of the Year[7]
- 2009 candidatura all'AVN Award, per la migliore scena di sesso di gruppo in Pirates II[7]

## Filmografia
- Squat And Squirt 5 (2003)
- Big Butt Smashdown 5 (2005)
- Date My Slut Mom 2 (2005)
- Hot Bods And Tail Pipe 30 (2005)
- Stick Your Pole In My Rear Hole 2 (2005)
- Strap-On Biker Bitches (2005)
- Take it Like a Man (2005)
- Vacuum Hoes 6: Latin Edition (2005)
- 50 To 1 4 (2006)
- Anal Authority 3 (2006)
- Anal Life (2006)
- Ass Fuck 2 (2006)
- Assploitations 7 (2006)
- Booty-Full Babes 1 (2006)
- Bubble Butt Bonanza 2 (2006)
- Bubble Butt Mothers 2 (2006)
- Butt Bitches (2006)
- Butt Busters 3 (2006)
- Caliente (2006)
- Camp Ass (2006)
- Cheating Wives Tales 1 (2006)
- Cherry Bustin' 4 (2006)
- Couples Seduce Teens 5 (2006)
- Cum Craving Cock Suckers (2006)
- Cum in My Mouth I'll Spit It Back in Yours 5 (2006)
- Desperate Housewhores 5 (2006)
- Desperate Housewhores 6 (2006)
- Eat My Feet 4 (2006)
- Fling (2006)
- Fuck My Tits 1 (2006)
- Good Whores Take It in the Ass 2 (2006)
- Initiations 17 (2006)
- Latin Mature Women 10 (2006)
- Lick Her Ass Off My Dick (2006)
- Manuel Ferrara's POV 2 (2006)
- MILFITA 1 (2006)
- More Dirty Debutantes 348 (2006)
- My First Sex Teacher 5 (2006)
- Older Women Need Love Too 2 (2006)
- Passion Of The Ass 6 (2006)
- Perverted POV 10 (2006)
- Pin-Up Pussy (2006)
- Slurpeez 2 (2006)
- Squirt Hunter 4 (2006)
- Strap-On Addicts 1 (2006)
- Strap-On Secretaries 2 (2006)
- Swallow This 2 (2006)
- Taboo 7 (2006)
- Throat Gaggers 12 (2006)
- Who's Your Momma 1 (2006)
- Your Mom (2006)
- 12 Nasty Girls Masturbating 11 (2007)
- 13 Cum Hungry Cocksuckers 6 (2007)
- Asian Slut Invasion 2 (2007)
- Ass Brand New 5 (2007)
- Ass Farmer (2007)
- Bedtime Stories 1 (2007)
- Bet Your Ass 5 (2007)
- Big Wet Butts (2007)
- Bubble Butts Galore 5 (2007)
- Couples Seduce Teens 6 (2007)
- Creampies Galore (2007)
- Demi Does Anal (2007)
- Desperate Housewives Confessions (2007)
- Dirty Over 30 1 (2007)
- Extreme Holly Threesomes (2007)
- Horny Hairy Girls 26 (2007)
- Hotter Than Hell 1 (2007)
- In Thru the Backdoor 1 (2007)
- Jack's MILF Show (2007)
- Juggernauts 8 (2007)
- Julie's Handling It (2007)
- Lex Steele XXX 7 (2007)
- Me Myself and I 2 (2007)
- MILF and Honey 4 (2007)
- MILF Internal 1 (2007)
- MILF Invaders 2 (2007)
- MILF Lessons 11 (2007)
- MILF POV 6 (2007)
- MILFITA 2 (2007)
- MILFy Way (2007)
- MILTF POV 3 (2007)
- MILTF Squirting Stocking Stuffers 2 (2007)
- No Man's Land Girlbang (2007)
- Operation: Desert Stormy (2007)
- Orgy Sex Parties 1 (2007)
- Orgy Sex Parties 2 (2007)
- Orgy Sex Parties 3 (2007)
- Paste My Face 9 (2007)
- Personal Touch 1: Toying With Pleasure (2007)
- Playing with Veronica Rayne (2007)
- POV Cocksuckers 4 (2007)
- Pussy Party 20 (2007)
- Rain Coater's Point of View 6 (2007)
- Seasoned Players 1 (2007)
- Small Sluts Nice Butts 10 (2007)
- Smothered N' Covered 2 (2007)
- Solo over 40 9 (2007)
- Super Hot Moms 1 (2007)
- Sweet and Nasty Teens 2 (2007)
- Throat Jobs 3 (2007)
- TILF 1 (2007)
- Upload (2007)
- Women Seeking Women 33 (2007)
- You've Got a Mother Thing Cumming 1 (2007)
- Adventures of MILF Man 4 (2008)
- Anal Fuck Auditions 5 (2008)
- Big MILF Juggs 2 (2008)
- Big Tit Cream Pie 1 (2008)
- Big Tits at Work 2 (2008)
- Big Titty MILFs 6 (2008)
- Boobtastic (2008)
- Boy Meats MILF 2 (2008)
- Cougar Recruits 3 (2008)
- Cougar Recruits 4 (2008)
- Cougars In Heat 2 (2008)
- Couples Seduce Teens 8 (2008)
- Desperate Housewhores: Butt Hole In One (2008)
- Desperate Housewhores: More Than A MILF (2008)
- Dick Loving School Girls (2008)
- Dirty 30's 6 (2008)
- Dirty Rotten Mother Fuckers 2 (2008)
- Double Parked (2008)
- Fucked Up Handjobs 4 (2008)
- Get Smartass (2008)
- How to Eat Pussy Like a Champ (2008)
- In Love (2008)
- Invasion of the MILFs: High Score (2008)
- Lesbian Bridal Stories 2 (2008)
- Load Warriors 1 (2008)
- Midnight Prowl 12 (2008)
- MILFs Like It Big 2 (2008)
- MILFs Lovin' MILFs 1 (2008)
- MILFstravaganza 6 (2008)
- Mini Van Moms 11 (2008)
- Mommy Got Boobs 2 (2008)
- Naughty Neighbors 1 (2008)
- Needy Housewives 5 (2008)
- Needy Housewives 7 (2008)
- Night Of The Giving Head (2008)
- Nut Busters 10 (2008)
- Our Little Secret 2 (2008)
- Pirates II: Stagnetti's Revenge (2008), regia di Joone
- Porn Valley Law (2008)
- Set Up (2008)
- Spit Swappers 2 (2008)
- Squirt-Stravaganza (2008)
- Stacked Street Sluts 2 (2008)
- Tits and Ass 1 (2008)
- Women Seeking Women 40 (2008)
- Alektra Fied (2009)
- Bang My Step Mom 1 (2009)
- Big Boob Circus (2009)
- Big Tits at School 7 (2009)
- Big Tits at Work 7 (2009)
- Big Tits Boss 7 (2009)
- Big Titty MILFs 12 (2009)
- Bossy Boss 4 (2009)
- Butt Dialed (2009)
- Captain Stabbin' 1 (2009)
- CFNM Secret 1 (2009)
- Confessions of a Cheating Housewife (2009)
- Cougars Strike 2 (2009)
- Double Air Bags 26 (2009)
- Double D's Please (2009)
- Horny Hairy Girls 32 (2009)
- I Came In Your Mom 2 (2009)
- I Wanna Cum Inside Your Mom 20 (2009)
- Keeping It Up For The Kard-ASS-ians 1 (2009)
- Mommy Got Boobs 5 (2009)
- My MILF Boss 1 (2009)
- Pantyhose Bondage Lovers (2009)
- Prowling For Cougars (2009)
- Seduced by a Cougar 12 (2009)
- Strap-On Addicts 7 (2009)
- This Ain't Hell's Kitchen XXX (2009)
- Tits and Tugs 5 (2009)
- Whack Job (2009)
- Wife Switch 6 (2009)
- Your Ass Is Mine (2009)
- Alibi (2010)
- Attack of the MILFs 3 (2010)
- Barely Legal Kittens vs. Cougars (2010)
- Best of Big Butts 4 (2010)
- Big Tits Like Big Dicks 4 (2010)
- Cougar Tales 3 (2010)
- Cum to Mommy 7 (2010)
- Cum to Mommy 8 (2010)
- Doctor Adventures.com 7 (2010)
- Her First Older Woman 9 (2010)
- Hot Horny Housewives 4 (2010)
- Hot Muff Divers 3 (2010)
- Jersey Shore XXX: A Porn Parody (2010)
- Kittens vs. Cougars (2010)
- Latinass 2 (2010)
- Masters of Reality Porn 5 (2010)
- MILFs Like It Big 7 (2010)
- Mommy Got Boobs 9 (2010)
- My Buddy's Hot Mom 10 (2010)
- My Ideal World (2010)
- Nasty (2010)
- Racked and Stacked 2 (2010)
- Satisfy the Boss 2 (2010)
- Sinful Fantasies (2010)
- Slut Like Mom 2 (2010)
- Superheroines Roped And Ravished (2010)
- Thrilla in Vanilla 3 (2010)
- Tits By the Pound 1: Mason -N- Friends (2010)
- Tunnel Butts 4 (2010)
- Ultimate Nylon 21: Bodacious Brunettes (2010)
- Wife Switch 11 (2010)
- Behind The Porn (2011)
- Dude, I Banged Your Mother 4 (2011)
- Extremely Hot MILFs (2011)
- Just Over 18 12 (2011)
- Meat Melons (2011)
- Mommy Knockers (2011)
- Official Bounty Hunter Parody 5 (2011)
- OMFG What a Bossy Fucking Bitch 1 (2011)
- Tits and Tugs 7 (2011)
- Busty Anal Sluts 1 (2012)
- Busty Sweethearts 3 (2012)
- Clean My Ass 4 (2012)
- Fucking On The Job (2012)
- Horny Joe's Gym 2 (2012)
- Hot Horny Housewives 13 (2012)
- I Love a Bitch in Uniform (2012)
- Mother's Day (2012)
- OMG White Booty (2012)
- Sexy Cougars 2 (2012)
- Teen Sex Sessions 1 (2012)
- This Ain't The Artist XXX (2012)
- Babe Buffet 2 (2013)
- Busty Anal Sluts 2 (2013)
- Horny Housewives (2013)
- Hot 40+ 30 (2013)
- Illicit Affairs (2013)
- MILF Addicts (2013)
- Mommie's Boobies Are Fat and Sloppy (2013)
- Moms Juicing (2013)
- Vanilla MILF Shakes (2013)
- Penetrasians 4 (2014)
- This Isn't The Good Wife... It's a XXX Spoof (2014)